# アバコミュニケーションズ
アバコミュニケーションズ株式会社（英: AVA Communications Co.,Ltd.）は、北海道札幌市に本社を置くWEBメディア運営およびWEB制作やコンサルタント業務を主とする日本の企業。

## 沿革
- 2011年（平成23年）7月 - アバコミュニケーションズ株式会社を設立
- 2014年（平成26年）3月 - 本社を札幌市中央区へ移転
- 2019年（平成31年）2月 - 資本金を1,000万円に増資

## 主なサービス
- WEBメディア運用
- WEBマーケティング

## 加盟団体
- 札幌商工会議所
- 日本アフィリエイト協議会 正会員
- 一般社団法人日本クレジット協会
- 一般社団法人Fintech協会

## 主要取引先
- 株式会社ファンコミュニケーションズ
- 株式会社フォーイット
- バリューコマース株式会社
- 株式会社インタースペース
- 株式会社アドウェイズ
- 株式会社レントラックス
- 株式会社ロンバード
- 株式会社オプト
- Performance Horizon Group 株式会社